# Monaco-Ville
Monaco-Ville er en af de centrale bydelsdistrikter i Fyrstendømmet Monaco, og er beliggende på en halvø, der går ud i Middelhavet, med tilnavnet "Klippen". Navnet Monaco-Ville er egentlig misvisende, da området ikke i sig selv er en by, men et historisk og statistisk distrikt. Bydelen indeholder de fleste af landets politiske og administrative institutioner: Fyrstepaladset, Rådhuset, regeringskontorerne, Monacos parlament, domstolene og et fængsel.

## Geografi
Monaci-Ville er en af fire traditionelle quartiers i Monaco, hvor de andre er La Condamine, Monte Carlo og Fontvieille. Bydelen er på omtrent 20 hektar og har et befolkningstal på estimerede 975 personer. Bydelen er beliggende på Monacos Klippe, som er et klippefremspring ud i Middelhavet.

## Historie
(Hovedartikel: Monacos historie)
Monaco-Ville var oprindeligt kaldt Monoikos på græsk, efter templet Hercules Monoikos, som var beliggende i den føniske koloni i det 6. århundrede f.Kr. Byen har skiftet hænder flere gange, og i middelalderen blev den til Monaco. Nogle af dens bymure og oprindelige forsvarsværker er bevaret.
Den 10 juni 1215 begyndte garnisonen ledt af Fulco del Cassello at opføre et fort på Monaco-klippen, for at gøre den til en strategisk vigtig position og for at kontrollere området. De opførte også boliger på ved klippens fod for at styrke den udsendte garnison. For at tiltrække bosættere fra Genoa og omkringliggende byer, blev der tilbudt land og fritagelse fra skat.
Den 8. januar 1297 overtog François Grimaldi, efterkommer af Otto Canella, konsul af Genoa i 1133, styret med fortet. Selvom han havde en mindre hær, forklædte han sig som en franciskanermunk for at komme ind på fortet, inden han åbnede portene for sine soldater. Denne episode har ledt til, at der på Monacos våbenskjold er to franciskanere bærende sværd.

## Landemærker
Selvom bydelen er beliggende midt i Monaco, verdens mest befolkningstætte bykerne, forbliver Monaco-Ville middelalderlig i sit udtryk. Bydelen er udgjort stort set kun af fodgængerområder, og den er bemærkelsesværdig stille efter solnedgang. Selvom mange turister besøger Monaco-Ville og dens slotsplads, er det kun lokale køretøjer, som må køre på Monaco-klippen, og motorcykler, der kører på fossile brændsler, er ikke tilladt efter klokken 22:00.
- Monacos Fyrstepalads
- Cathédrale Notre-Dame-Immaculée
- Musée Océanographique
- Jardins Saint-Martin
- Musée de la Chapelle de la Visitation